# Globes d'or
Les Globes d'or (Globi d'oro) sont des récompenses cinématographiques italiennes décernées chaque année par les journalistes de la presse étrangère accrédités en Italie, membres de l'Associazione stampa estera in Italia (it). Conçus sur le modèle des Golden Globes américains, elles sont à ce jour considérées comme les plus importantes du cinéma italien avec les David di Donatello et les Rubans d'argent.
Constituée d'un unique prix (celui du meilleur film), la première cérémonie de remise a eu lieu en 1960 et a vu la victoire du film Meurtre à l'italienne (Un maledetto imbroglio) de Pietro Germi. Au fil des années, d'autres catégories se sont adjointes suivant les besoins ou à la discrétion du jury. Le prix pour l'ensemble de la carrière a été créé en 1995, le Globe d'or du meilleur film européen en 2001.
L'édition 1981-1982 a vu la participation du président de la République italienne Sandro Pertini.

## Catégories
- Globe d'or du meilleur film (Globo d'oro al miglior film)
- Globe d'or du meilleur premier long métrage (Globo d'oro alla miglior opera prima)
- Globe d'or du meilleur réalisateur (Globo d'oro al miglior regista)
- Globe d'or du meilleur acteur (Globo d'oro al miglior attore)
- Globe d'or de la meilleure actrice (Globo d'oro alla miglior attrice)
- Globe d'or du meilleur acteur - révélation (Globo d'oro al miglior attore rivelazione)
- Globe d'or de la meilleure actrice - révélation (Globo d'oro alla miglior attrice rivelazione)
- Globe d'or du meilleur scénario (Globo d'oro alla miglior sceneggiatura)
- Globe d'or de la meilleure photographie (Globo d'oro alla miglior fotografia)
- Globe d'or de la meilleure comédie (Globo d'oro alla miglior commedia)
- Globe d'or de la meilleure musique (Globo d'oro alla miglior musica)
- Globe d'or du meilleur producteur (Globo d'oro al miglior produttore)
- Globe d'or pour l'ensemble de la carrière (Globo d'oro alla carriera)
- Globe d'or du meilleur film européen (Globo d'oro al miglior film europeo)
- Globe d'or du meilleur court métrage (Globo d'oro al miglior cortometraggio)
- Globe d'or du meilleur documentaire (Globo d'oro al miglior documentario)
- Grand prix de la presse étrangère (Gran Premio della Stampa Estera)
- Prix spécial du jury

## Sources
- (it) Cet article est partiellement ou en totalité issu de l’article de Wikipédia en italien intitulé « Globo d'oro » (voir la liste des auteurs).